# 岩松信
岩松信（1933年12月10日—2006年7月21日）（日文名：マコ 岩松 ，英文名：Makoto "Mako" Iwamatsu），出生于日本神户市，出名于美国的日裔美籍演员。

## 简介

### 早年生活
岩松信出生于日本神户市，父親是儿童书作者和插画家。孩提时隨父母移居美国，二战结束之后的1949年，他也来到了美国并和父母相聚。1950年代，他加入美軍，1956年成为美国公民。
早年学习建筑，当他在美國陸軍服役时，軍方发现他是一个戏剧天才，于是送他在帕萨迪纳社区剧场进行培训。

### 去世
2006年7月21日，因食道癌在美国加州洛杉矶病逝。

## 个人生活
妻子為女演员静子（Shizuko Hoshi），育有两个女儿（均为演员）。

## 作品
在好莱坞奋斗了四十多年，参演电影多達130部，在美國電影《珍珠港》一片中飾演日本帝國海軍大將山本五十六，曾和华人巨星周润发主演《防彈武僧》、成龙《杀手壕》及章子怡《艺伎回忆录》等作品。在美國電影《聖保羅炮艇》中的演出獲得奧斯卡獎最佳男配角提名，未能得獎。演出百老匯音樂劇《太平洋序曲》而榮獲東尼獎最佳男主角。

## 奖项
- 1967年，金球奖最佳男配角提名
- 1967年，奥斯卡獎最佳男配角提名
- 1976年，東尼獎最佳音樂劇男主角
- 2002年，大熊湖国际电影节终身成就奖（Bearfest - Big Bear Lake International Film Festival）